# Ayora (metropolitana di Valencia)
La stazione di Ayora è una stazione delle linee 5 e 7 della metropolitana di Valencia. È stata inaugurata il 30 aprile 2003 come parte della prima sezione della linea 5, essendo stata capolinea della linea fino all'inaugurazione della stazione di Marítim-Serrería. Si trova nella Plaza Organista Cabó.